# كنة رشيدالله فقيد (مقاطعة دالاهو)
كنة رشيداللة فقيد (بالفارسية: کنه رشیدالله فقید) هي قرية تقع في كرمانشاه في إيران. يقدر عدد سكانها بـ 49 نسمة بحسب إحصاء 2016.